# Египет на летних Олимпийских играх 1924
Египет на Летних Олимпийских играх 1924 года в Париже был представлен 24 спортсменами, выступившими в 9 видах спорта. В состав олимпийской команды входили только мужчины. Представители страны не выиграли ни одной медали.

## Результаты соревнований

### Бокс
Спортсменов — 1
| Весовая категория       | Спортсмен     | Первый раунд             | Второй раунд         | Четвертьфинал        | Полуфинал            | Финал                | Место |
| Весовая категория       | Спортсмен     | Соперник Результат       | Соперник Результат   | Соперник Результат   | Соперник Результат   | Соперник Результат   | Место |
| ----------------------- | ------------- | ------------------------ | -------------------- | -------------------- | -------------------- | -------------------- | ----- |
| Лёгкий вес (до 61,2 кг) | Мишель Хаддад | Луиджи Марфут П по очкам | Завершил выступление | Завершил выступление | Завершил выступление | Завершил выступление | 17    |

### Борьба
Спортсменов — 2
Греко-римская борьба
| Соревнование                       | Спортсмены      | Первый раунд             | Второй раунд                   | Третий раунд         | Четвёртый раунд      | Пятый раунд                 | Шестой раунд            | Седьмой раунд        | Место |
| Соревнование                       | Спортсмены      | Соперник Результат       | Соперник Результат             | Соперник Результат   | Соперник Результат   | Соперник Результат          | Соперник Результат      |                      | Место |
| ---------------------------------- | --------------- | ------------------------ | ------------------------------ | -------------------- | -------------------- | --------------------------- | ----------------------- | -------------------- | ----- |
| Лёгкий вес (от 62 до 67,5 кг)      | Ахмед Рами      | Лайош Керестеш П броском | Франтишек Кратохвил П по очкам | Завершил выступление | Завершил выступление | Завершил выступление        | Завершил выступление    | Завершил выступление | 20    |
| Полутяжёлый вес (от 75 до 82,5 кг) | Ибрагим Мустафа | Бруто Тестони В туше     | Жан Бомер В туше               | пропуск              | пропуск              | Рудольф Свенссон П по очкам | Карл Вестергрен П отказ | Завершил выступление | 4     |

### Велоспорт
Спортсменов — 3

#### Трековый велоспорт
| Соревнование | Спортсмены         | Время      | Место |
| ------------ | ------------------ | ---------- | ----- |
| 50 км        | Мохамед Али Махмуд | неизвестно | 8—36  |
| 50 км        | Мохамед Мадкур     | неизвестно | 8—36  |
| 50 км        | Ахмед Салем Хассан | неизвестно | 8—36  |

#### Шоссейный велоспорт
| Соревнование                              | Спортсмены         | Время     | Место |
| ----------------------------------------- | ------------------ | --------- | ----- |
| Индивидуальная гонка с раздельным стартом | Мохамед Али Махмуд | DNS       | —     |
| Индивидуальная гонка с раздельным стартом | Мохамед Мадкур     | 7:35:38.4 | 46    |
| Индивидуальная гонка с раздельным стартом | Ахмед Салем Хассан | DNF       | —     |

### Лёгкая атлетика
Спортсменов — 1
| Дисциплина | Спортсмен         | Предварительный раунд | Предварительный раунд | Четвертьфиналы | Четвертьфиналы | Полуфиналы | Полуфиналы | Финал     | Финал |
| Дисциплина | Спортсмен         | Результат             | Место                 | Результат      | Место          | Результат  | Место      | Результат | Место |
| ---------- | ----------------- | --------------------- | --------------------- | -------------- | -------------- | ---------- | ---------- | --------- | ----- |
| 1 500 м    | Мохамед Эль-Сайед |                       |                       |                |                | неизвестен | 4-е        | —         | —     |
| 5 000 м    | Мохамед Эль-Сайед | неизвестен            | 10-е                  | —              | —              |            |            |           |       |

### Стрельба
Спортсменов — 1
| Соревнование                       | Спортсмен     | Результат | Место |
| ---------------------------------- | ------------- | --------- | ----- |
| Автоматический пистолет, 25 метров | Крикор Агатон | 17        | 9     |

### Тяжёлая атлетика
Спортсменов — 1
| Категория | Спортсмен  | Вес  | Рывок одной рукой | Рывок одной рукой | Рывок одной рукой | Толчок одной рукой | Толчок одной рукой | Толчок одной рукой | Жим над головой | Жим над головой | Жим над головой | Рывок | Рывок | Рывок | Толчок | Толчок | Толчок | Сумма | Место |
| Категория | Спортсмен  | Вес  | 1                 | 2                 | 3                 | 1                  | 2                  | 3                  | 1               | 2               | 3               | 1     | 2     | 3     | 1      | 2      | 3      | Сумма | Место |
| --------- | ---------- | ---- | ----------------- | ----------------- | ----------------- | ------------------ | ------------------ | ------------------ | --------------- | --------------- | --------------- | ----- | ----- | ----- | ------ | ------ | ------ | ----- | ----- |
| до 75 кг  | Ахмед Сами | 74,0 | 65                | 70                | 72,5              | 72,5               | 77,5               | 82,5               | 92,5            | 97,5            | 97,5            | 80,0  | 85,0  | 87,5  | 110,0  | 115,0  | 120,0  | 447,5 | 4     |

### Фехтование
Спортсменов — 3
| Соревнование         | Спортсмены      | Первый раунд | Четвертьфинал | Полуфинал            | Финал                | Место |
| Соревнование         | Спортсмены      | Результат | Результат | Результат            | Результат            | Место |
| -------------------- | --------------- | --- | --- | -------------------- | -------------------- | ----- |
| Индивидуальная шпага | Крикор Агатон   | Шарль Дельпорт П Вирджилио Мантегацца П Чарльз Биско П Карл Грипенстедт П Джордж Брид В Доминго Менди В Константин Антониадес В Йожеф Юнгманн В Мигель Сабальса П Доминго Менди В * | Шарль Дельпорт П Доминго Гарсия П Луис Луккетти П Рауль Хейде П Иван Осиер П Джордж Кэлнан П Роже Дюкре В Густав Линдблом В Фредерику Паредеш В Мартин Холт П                              | Завершил выступление | Завершил выступление | —     |
| Индивидуальная шпага | Иосиф Мизрахи   | Эрне Жевер П Густав Линдблом П Фредерику Паредеш П Джордж Кэлнан В Питер ван Бовен В Константинос Николопулос В Вигго Стиллинг-Андерсен В Карлос Мигель В Йохан Фалькенберг П       | Эрне Жевер П Жорж Бюшар П Нильс Хельстен П Вирджилио Мантегацца П Эжен Эмпейта В Чарльз Биско В Сигурд Акре-Ос П Питер ван Бовен В Венсеслао Паунеро В Чарльз Биско П * Сигурд Акре-Ос В * | Завершил выступление | Завершил выступление | —     |
| Индивидуальная шпага | Ахмед Хассанейн | Нильс Хельстен П Ренцо Компанья П Леон Том П Мариу де Норонья П Трифон Триантафилакос П Ваутер Браувер П Эктор Бело П Феликс де Помес П Фритьоф Лоренцен П                          | Завершил выступление | Завершил выступление | Завершил выступление | —     |

### Футбол
Результаты
Второй раунд
| 29 мая 1924 | \| Египет \| 3:0 (2:0) Отчёт[21][22] \| Венгрия \| \| Якан 4′, 58′ · Хегази 40′ \| Голы \| \| | «Стад де Пари», Париж Зрителей: 4 371 Судья: Луис Кольина |
| Примечания: Йожеф Браун (Венгрия) не реализовал пенальти на 43-й минуте. По данным сайта rsssf.com третий мяч забил Исмаил. |                                                                                               |                                                           |
| Египет | 3:0 (2:0) Отчёт                                                                               | Венгрия                                                   |
| Якан 4′, 58′ · Хегази 40′                                                                                                   | Голы                                                                                          |                                                           |

1/4 финала
| 1 июня 1924                                                                         | \| Швеция \| 5:0 (3:0) Отчёт[23][22] \| Египет \| \| Кауфельдт 5′, 71′ · Таха 31′ (авт.) · Рюделль 34′, 49′ \| Голы \| \| | «Персен», Париж Зрителей: 6 484 Судья: Анри Кристоф |
| Примечание: По данным сайта rsssf.com второй и третий мячи забил Чарльз Броммессон. | |                                                     |
| Швеция                                                                              | 5:0 (3:0) Отчёт | Египет                                              |
| Кауфельдт 5′, 71′ · Таха 31′ (авт.) · Рюделль 34′, 49′                              | Голы |                                                     |